# Het Absolute
Het Absolute is een hogere macht die het dagelijks bestaan overstijgt (transcendeert). Daarmee staat het tegenover een persoonlijke god. Vaak wordt ermee naar het goddelijke of god verwezen, alhoewel niet exclusief. In zijn algemeenheid is het als filosofisch concept een aanduiding voor het Zijn als meest volledige en coherente entiteit.
Het streven de wereld in zijn wezen te vatten, op zoek te gaan naar de grond, de oorzaak van alle verschijnselen heeft filosofen in alle tijden ertoe aangezet de ons omringende werkelijkheid terug te brengen tot voor onze geest vatbare dimensies. Hoewel de term het absolute als zodanig in de antieke filosofie niet bekend was, is zij doordrongen met termen als oerstof ofwel substantie (bijvoorbeeld Thales, Anaximenes) geest, idee (respectievelijk Anaxagoras, Plato) in een poging de wereld te herleiden tot een beginsel.
Met de 15e-eeuwse geleerde Nicolaus Cusanus krijgt de term het absolute in den beginne de betekenis die vandaag de dag nog geldig is: datgene wat door zichzelf bepaald in zichzelf volledig is. De term wordt gebruikt voor God als het onvoorwaardelijke, in tegenstelling tot het beperkte en eindige.
- In de godsleer van Spinoza wordt het absolute substantie genoemd (God of natuur): één wezen dat uit eigen kracht bestaat en een oneindig aantal attributen bezit.
- Voor Fichte was het absolute niet enkel een object maar een oneindig ik dat de natuur doet voortbrengen.
- Hegel beschouwt het absolute als dynamisch proces waarin de substantie tot subject wordt.